# Anne-Margaretha (schip, 2000)
De Anne-Margaretha is een stalen zeiljacht (kits), dat onder klasse gebouwd en uitgerust is om alle wereldzeeën te bevaren. Het schip is ontworpen door de scheepsarchitect Martin Bekebrede in 1996 en gebouwd door scheepsbouwer Heinz Wutschke uit Haarlem. 
De multi knikspant is 22 meter lang en speciaal voor ruige streken gebouwd: het heeft een lange kiel en een relatief laag tuig. Het schip is in 2000 in de vaart gekomen en heeft reizen gemaakt van het hoge noorden (Spitsbergen en Franz Josefland) tot het verre zuiden (Antarctica).

## Geschiedenis
In de jaren 2001-2007 en 2009 heeft het schip deelgenomen aan de Tall Ships' Races in Noord en Zuid Europa met een bemanning die voor de helft onder de 25 jaar was. In 2004 aan de Race of the Classics for students. In 2010 en 2015 was ze deelnemer aan de Race of the Classics for Young Professionals.
In 2007-2008 maakte de Anne-Margaretha haar eerste reis naar het zuidelijk halfrond: via de Canarische- en de Kaapverdische eilanden stak ze de Atlantische Oceaan over naar Brazilië. Ze voer naar de zuidelijkste stad van Argentinië: Ushuaia om van daaruit 3× naar Antarctica te reizen. Via Patagonië en de kust van Chili ging de reis verder naar de Galápagos Eilanden en Panama (kanaal), Cuba, Bermuda en de Azoren. Ten slotte ging de reis via Spanje naar Nederland. In 2009-2010 werd deze reis nogmaals gemaakt.
In 2014-2015 werd nogmaals een reis naar het zuiden gemaakt, maar in plaats van westen van Zuid-Amerika werden toen de eilanden South Georgia, Gough in de zuidelijke Atlantische Oceaan aangedaan, daarna Kaapstad, St. Helena, Ascension Eiland, Kaap Verdisch Eilanden en de Azoren. Ten slotte rondde ze deze derde wereldreis weer via Spanje af.
Sinds 2011 heeft het schip ca 12 reizen in de wateren van Spitsbergen gemaakt. In 2013 heeft de Anne-Margaretha op uitnodiging van de Russische organisatie Rusarc 80 uit Sint Petersburg een zeiltocht gemaakt door Rusland. De tocht ging van Sint Petersburg, via de rivier de Svir naar Lake Ladoga, Lake Onega en via het Belomorskkanaal naar de Witte Zee met als einddoel Archangelsk. Het volgende traject ging naar de Russische eilandengroep Franz Joseph Land op 81°30' NB en daarna terug naar Moermansk.